# Parodiemesse
Die Parodiemesse ist eine Nebengattung der Messe, bei der ein mehrstimmiger Satz, wie beispielsweise eine geistliche Motette oder eine weltliche Chanson, parodiert wird.

## Parodieverfahren
Der Satz, der einer Parodiemesse zugrunde liegt, kann auf verschiedene Arten parodiert werden:
- die gesamte Vorlage wird ohne Veränderung übernommen
- die Vorlage wird übernommen und durch weitere Stimmen ergänzt
- nicht alle Stimmen der Vorlage werden übernommen und die restlichen frei dazu komponiert
- die Vorlage wird um frei komponierte Einschübe ergänzt
- nur der Anfang der Vorlage wird verwendet, wodurch ein musikalischer Zyklus entstehen kann

## Ursprung
Bereits bei den schon früher existierenden Cantus-firmus-Messen mit Fremdtenor und den Chansonmessen wurden vorhandene Kompositionen parodiert. Dabei beschränkte sich die Parodie jedoch auf eine Stimme. Die Diskant-Tenormesse erweiterte das Parodieverfahren auf zwei Stimmen, welche auch einer mehrstimmig gesetzten Vorlage entstammen konnten. Bei der Parodiemesse wurden als logische Weiterführung schließlich ganze mehrstimmige Sätze parodiert.

## Blütezeit und Verbot
Die Parodiemesse ist eine typische Gattung der Renaissance. Aus den Vorläufergattungen des 15. Jahrhunderts entstanden, hatte die Parodiemesse ihre Blütezeit in der zweiten Generation der franko-flämischen Musik in den zahlreichen Vertonungen des weltlichen Liedes L’homme armé. Durch das Tridentiner Konzil wurde die Parodiemesse und alle anderen Parodien weltlicher Melodien in geistlicher Musik verboten. Allerdings wurde dieses Verbot nur begrenzt beachtet.